# Fartygsreplik

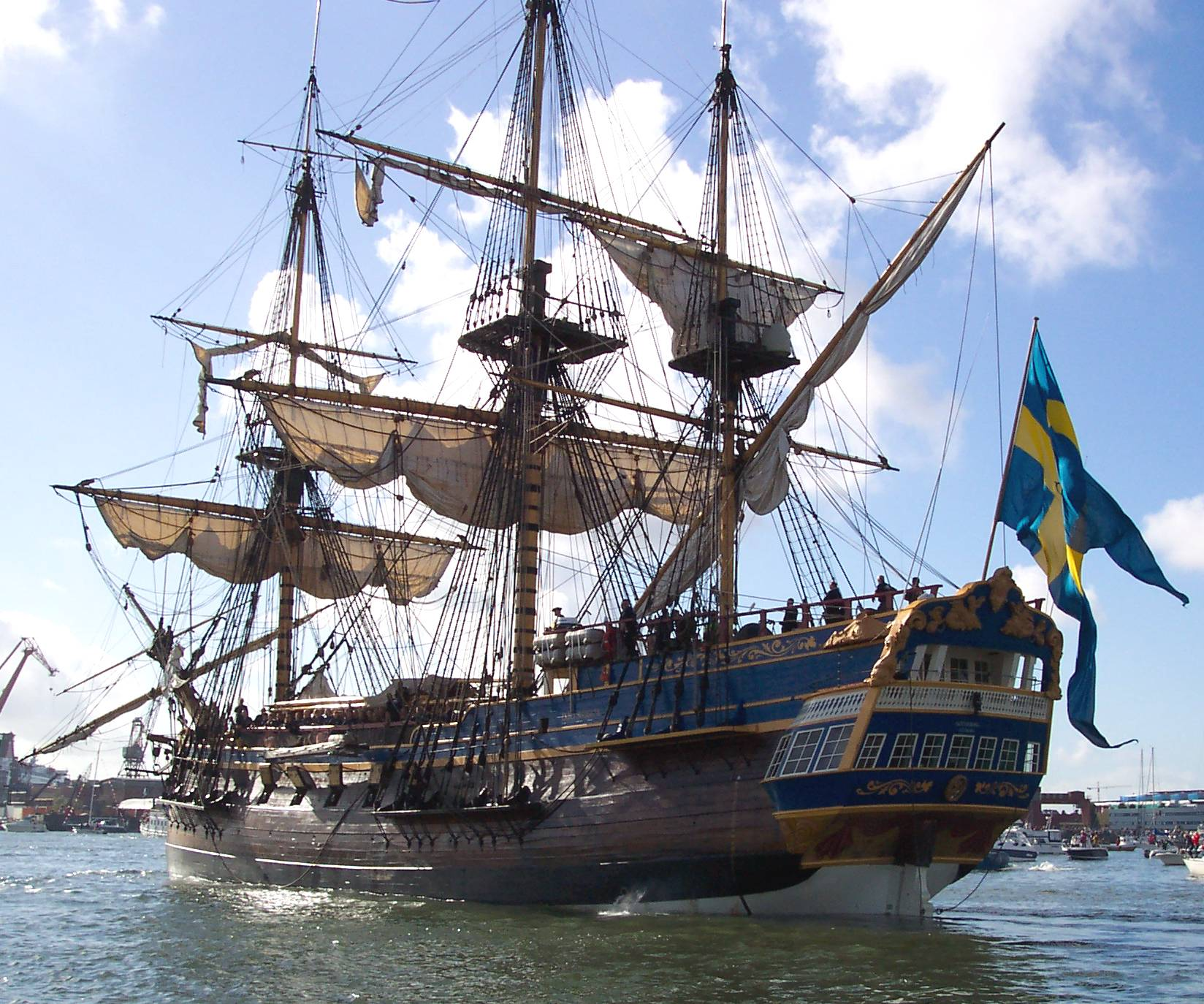
Ostindiefararen Götheborg, en replik byggd kring sekelskiftet 2000 av ett fartyg med samma namn, byggt 1738

Fartygsreplik är en nybyggd kopia av ett äldre fartyg. Repliken kan byggas mer eller mindre troget förlagan, till exempel installerar man ofta motorer på repliker av gamla fartyg och beroende på den tänkta användningen eller av kostnadsskäl kan det förekomma andra kompromisser. Det kan även saknas full information om hur fartyget som skall återskapas såg ut.

## Exempel på fartygsrepliker
- Galeasen Albanus
- Briggen Gerda av Gävle
- Galeasen Jacobstads Wapen
- James Cooks skepp HMS Endeavour
- Skonaren Linden
- Långskeppet Helga Holm
- Ostindienfararen Götheborg
- 1600-talsfartyget Kalmar Nyckel
- Briggen Tre Kronor af Stockholm
- Segelsumpen Jehu